# Zentralgefängnis Munzenze

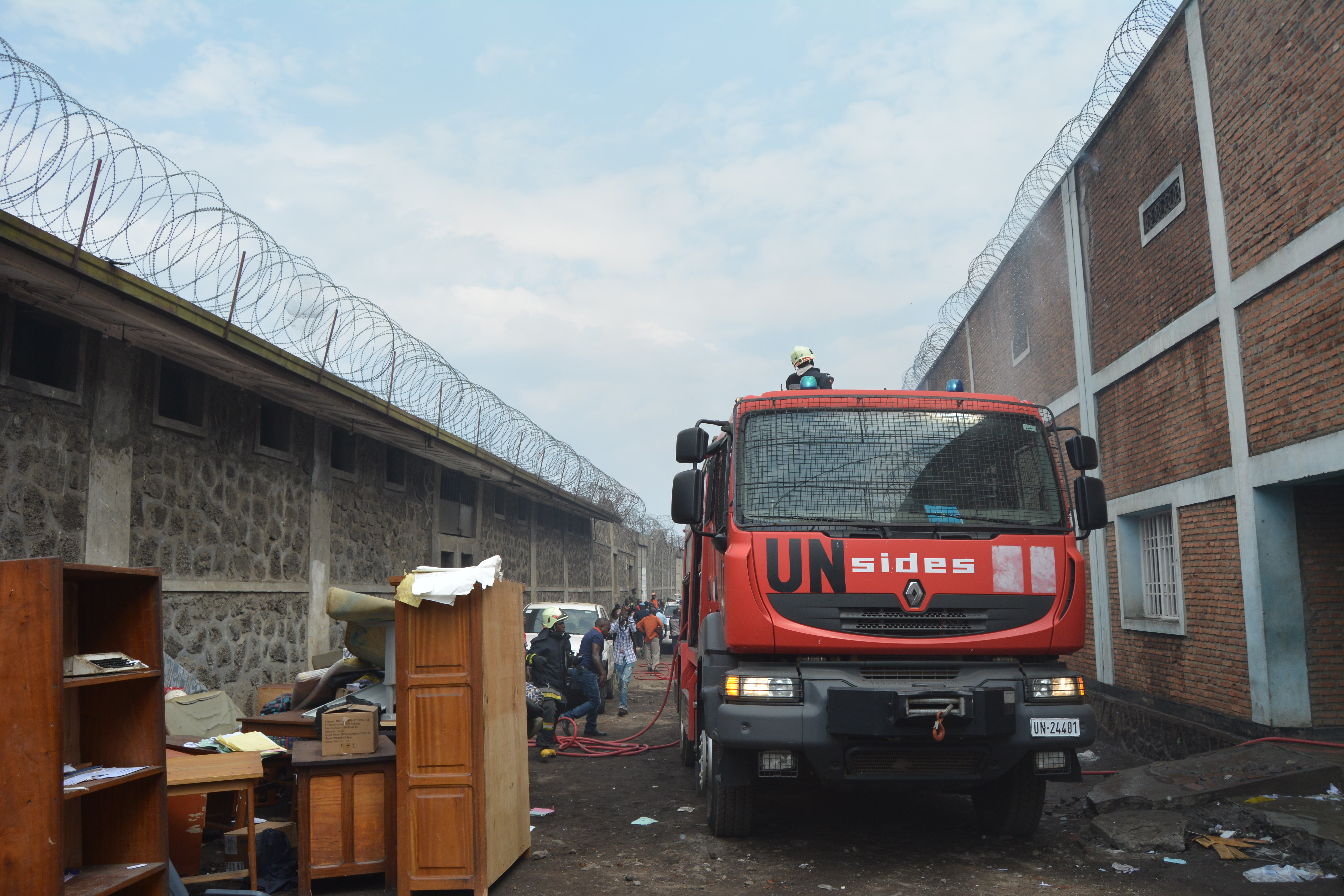
Gefängnis Munzenze bei einem Einsatz der Feuerwehr der UN-Mission MONUSCO (2017)

Das Zentralgefängnis Munzenze (französisch prison centrale de Munzenze) befindet sich im Stadtteil Karisimbi der Millionenstadt Goma, der am Kiwusee gelegenen Hauptstadt der Provinz Nord-Kivu, in der Demokratischen Republik Kongo.

## Geschichte
Das Munzenze-Gefängnis wurde 1953 mit einer Kapazität für 350 Insassen erbaut.

### Überbelegung, Unterversorgung und Sicherheitsprobleme
Am 21. Juni 2009 wurden 20 weibliche Insassen durch männliche Langzeithäftlinge bei einem versuchten Gefängnisausbruch vergewaltigt. Eine Mauer zwischen den Gefängnistrakten für männliche und weibliche Häftlinge wies keinen Stacheldraht auf.
Stand 2010 waren im Munzenze-Gefängnis laut dem Institute for War and Peace Reporting etwa 960 Häftlinge untergebracht, sodass diese aufgrund des Platzmangels in Schichten schlafen mussten. 2012 äußerte sich der Amtsarzt des Zentralgefängnisses besorgt über die sich ausbreitenden Tuberkulose- und Durchfallerkrankungen. Ein anderer Gefängnisangestellter kritisierte die unzureichende Nahrungsmittelversorgung der untergebrachten straffälligen Minderjährigen. Stand Mai 2023 lag die Zahl der Häftling bei über 3800 und Stand Januar 2025 waren es laut Radio Okapi etwa 4400.

### Massenausbruch im Januar 2025
Ende Januar 2025 rückte die Bewegung 23. März (M23) auf Goma vor und nahm die Stadt ab dem 26. Januar Stück für Stück ein. Dabei sollen alle Insassen des Zentralgefängnisses am Morgen des 27. Januar entkommen sein. Vivian van de Perre, die stellvertretende Leiterin der UN-Friedenstruppe mit Sitz in Goma, spezifizierte 4000 ausgebrochene männliche Gefangene, von denen nach BBC-Angaben ein Teil anschließend in den Frauenflügel mit hunderten inhaftierten Frauen eingedrang und alle oder einen großen Teil der Frauen (mindestens 165) vergewaltigte. Anschließend wurde im Flügel Feuer gelegt, wodurch alle oder die meisten Frauen ums Leben gekommen sein sollen. Am 3. Februar gab die M23 eine einseitige Waffenruhe „aus humanitären Gründen“ bekannt, jedoch war eine Untersuchung des Gefängnisses durch die UN-Friedenstruppen Stand 5. Februar 2025 wegen Einschränkungen durch die M23 noch nicht möglich. Auch der Polizei wurde laut dem zuständigen Kriminalbeamten der Zugang zum Gefängnis verwehrt. Ob es sich bei den Vergewaltigern um ausgebrochene männliche Häftlinge, Angehörige der M23 oder anderer örtlicher Milizen gehandelt habe, sei laut ihm unklar.
Unter den ausgebrochenen Häftlingen war auch der im August 2024 wegen seiner Kritik übenden Liedtexte festgenommene, kongolesische Musiker Delphin Katembo Vinywasiki, bekannt unter dem Künstlernamen Delcat Idengo. Vinywasiki war inhaftiert worden, da er angeblich Menschen dazu angestiftet hatte, sich zu bewaffnen und UN-Friedenstruppen aus dem Land zu vertreiben, und wartete zum Zeitpunkt des Massenausbruchs noch auf seinen Prozess. Am 13. Februar wurde er an einer Straßenseite mit Kopfschuss tot aufgefunden.